# Кланы убийц
«Кланы убийц» (кит. 流星蝴蝶劍, англ. Killer Clans, букв. Метеор, бабочка, меч) — гонконгский фильм режиссёра Чу Юаня. Экранизация классического романа Гу Луна.

## Сюжет
По приказу таинственного заказчика знаменитый убийца Мэн Синхунь берётся устранить главу клана Лунмэнь Сунь Юя. Задача усложняется тем, что Сунь Юя защищают несколько хорошо обученных телохранителей. Убийца должен проникнуть в клан под чужим именем, чтобы завоевать доверие будущей жертвы. Но решимость убийцы-одиночки ставится под сомнение, когда он встречает красивую и загадочную девушку в лесу...

## В ролях
- Цзун Хуа[кит.] — Мэн Синхунь
- Чэнь Пин[англ.] — Гао Цзипин
- Вон Чун[кит.] — Сунь Цзянь
- Юэ Хуа[англ.] — Люй Сянчуань
- Ку Фэн — дядя Сунь Юй
- Ло Ле — Хань Тан
- Ван Ся[фр.] — глава сообщества Пэн
- Цзин Ли[англ.] — Сяо Те
- Фань Мэйшэн[англ.] — Ма Фанчжун
- Лин Юнь[англ.] — Е Сян
- Дэнни Ли[англ.] — Те Чэнган
- Тинь Чхин — Ся Цин
- Лам Вайтхоу — Нань Гунъюань
- Ва Лунь — Ли Гуан
- Ми Лань — Чжан Сяохун

## Съёмочная группа
- Компания: Shaw Brothers
- Продюсер: Шао Жэньмэй[англ.]
- Режиссёр: Чу Юань[англ.]
- Сценарист: Ни Куан[англ.]
- Ассистент режиссёра: Чжан Чуаньцань
- Постановка боевых сцен: Тан Цзя[фр.], Юнь Чхёнъянь[англ.]
- Художник: Чань Кинсам
- Монтажёр: Цзян Синлун
- Дизайнер по костюмам: Лю Цзию
- Грим: У Сюйцин
- Оператор: Вон Чит
- Композитор: Фрэнки Чань[англ.]

## Восприятие
Борис Хохлов высоко оценил фильм, назвав его «редким образцом зрелого и продуманного уся-фильма». Эндрю Прагасам также тепло отозвался о фильме, особо выделив постановку боевых сцен, которую критик назвал выдающейся.

## Награды
22-й Азиатско-тихоокеанский кинофестиваль (1976) — премия в следующей категории:
- Лучший арт-дизайн